# Haworthia reticulata
Haworthia reticulata és una espècie vegetal del gènere Haworthia de la subfamília de les asfodelòidies (Asphodeloideae).

## Descripció
Haworthia reticulata, de tant en tant, creix formant tiges i brot. Les 25 a 40 fulles semiverticals, rígides, corbades cap a l'interior i amb punta lanceolada formen una roseta amb un diàmetre de fins a 8 cm. El limbe foliar és opac, de color verd groguenc i fa de 6 centímetres de llargada i 1 centímetre d'amplada. La superfície de la fulla té un patró reticulat a clapejat i es torna vermellosa al sol. La vora de la fulla i el limbe foliar sovint es cobreixen amb espines curtes.
La inflorescència arriba a una llargada de fins a 25 cm i consta de 20 a 30 flors. Les grans flors són de color blanc a vermell rosat. Els brots arquejats tenen les puntes aplanades.

## Distribució
Haworthia reticulata està molt estesa a la província  sud-africana del Cap Occidental.

## Taxonomia
Haworthia reticulata va ser descrita per Adrian Hardy Haworth i publicat a Synopsis plantarum succulentarum cum descriptionibus synonymis locis, observationibus anglicanis culturaque 94, a l'any 1812.
Etimologia
Haworthia: nom en honor del botànic britànic Adrian Hardy Haworth (1767-1833).
reticulata: epítet llatí que significa "en forma de xarxa", "reticulada".
Varietats acceptades
- Haworthia reticulata var. reticulata (varietat tipus)
- Haworthia reticulata var. attenuata M.B.Bayer
- Haworthia reticulata var. hurlingii (Poelln.) M.B.Bayer
- Haworthia reticulata var. subregularis (Baker) Pilbeam[4]

Sinonímia
- Aloe reticulata Haw., Trans. Linn. Soc. London 7: 9 (1804).
- Apicra reticulata (Haw.) Willd., Mag. Neuesten Entdeck. Gesammten Naturk. Ges. Naturf. Freunde Berlin 5: 272 (1811).
- Catevala reticulata (Haw.) Kuntze, Revis. Gen. Pl. 2: 707 (1891).[5]